# Nick Coleman (político)
Nicholas David «Nick» Coleman (Saint Paul, 23 de febrero de 1925 – 5 de marzo de 1981) fue un político de Minnesota y exmiembro y majority floor leader del Senado de Minnesota. Fue el padre de Chris Coleman, actual alcalde de St. Paul, del periodista Nick Coleman y de Patrick K. Coleman, ganador del Premio Kay Sexton Award 2009.
Como representante del Minnesota Democratic–Farmer–Labour Party (DFL), fue elegido por primera vez en 1962 y reelegido en 1966, 1970, 1972, y 1976. Representó a los antiguos distritos 45, 46, y 65, que con el transcurrir de los años fueron modificados debido a una redistribución legislativa de distritos, e incluía partes de la ciudad de Saint Paul en Ramsey County.
Mientras estuvo en el Senado, Coleman trabajó como minority leader asistente desde 1967 hasta 1970, como minority leader en el bienio 1971-1972, y como el primer demócrata en 114 años en convertirse en majority leader —que ocupó desde 1973 hasta dejar el senado en 1981. Los demócratas mantuvieron la mayoría en la cámara de la Legislatura de Minnesota hasta enero de 2011. Fue candidato a un cupo del Partido DFL para gobernador en 1970, y para el Senado de los Estados Unidos en 1978.